# フェリーせと
フェリーせとは、阪九フェリーが運航していたフェリー。

## 概要
阪九フェリーの第三船として林兼造船下関造船所で建造され、1970年8月に就航した。
1988年6月26日、ニューせとの就航により引退、係船された。
その後、フィリピンのスルピシオ・ラインズへ売却され、NASIPIT PRINCESSとして就航した。

### 航路
阪九フェリー
- 神戸港（魚崎埠頭） - 小倉港

運航末期は、神戸側の発着地が六甲アイランドフェリーターミナルへ移転した。

## 設計
フェリー阪九、第六阪九より、船型が一回り大きくなり、車両搭載能力が強化された。
船体は4層構造で、上部からナビゲーションデッキ、プロムナードデッキ、ブリッジデッキ、ワゴンデッキと呼称しており、ナビゲーションデッキは操舵室および特二等専用サロン、プロムナードデッキは旅客区画、ブリッジデッキは前方が旅客区画、後方が乗用車積載区画、ワゴンデッキは大型車搭載区画となっている。ランプウェイはワゴンデッキにバウバイザー、スターンドアを装備する。ファンネルは並列煙突であるが、前船と同様にナビゲーションデッキにダミーファンネルを備える。

## 船内

### 船室
- 一等室（和室・洋室）
- 特二等室（和室）
- 二等室

### 設備
パブリックスペース
- 案内所
- 一等用サロン
- 特二等専用サロン
- 喫煙室（二等用）

供食・物販設備
- 食堂
- スタンドバー
- 売店

入浴設備
- 浴室

## 事故・インシデント

### 貨物船との衝突
1973年8月12日午前2時36分ごろ、小倉港から神戸港へ向かっていた本船は、由利島灯台沖1.8海里の地点で由利島から松山港へ向け航行していた貨物船「第7久吉丸」と衝突した。第7久吉丸の右舷が大破し、同乗していた乗組員の家族1名が死亡した。

### LPG船との衝突
1980年7月9日、2時26分ごろ、神戸港から小倉港に向かっていた本船は、釣島水道の東口、野忽那島燈台の東方約1,500mの地点でLPG船旭邦丸と衝突した。旭邦丸を右舷に見て追い越そうとしていた本船に対して、旭邦丸は予定針路に沿って右転したため、両船が接近、旭邦丸の右舷船首が本船の左舷後部に後方から約22.5度の角度で衝突した。本船は左舷後部に長さ約8m、高さ約1.5m、深さ0.3mの凹損を生じ、旭邦丸は右舷船首のブルワークを約7mにわたって曲損、付近の外板に約10mメートルの凹損を生じた。事故発生当時、天候は雨で、風力2の南東の風が吹いていた。事故原因は、本船が旭邦丸を追い越す際に、安全な横距離を取らなかったこと、追越し信号を行わなかったことで発生したが、旭邦丸が右方に変針する際に、右舷後方の見張りを行わずに右転して本船に接近したことも一因とされた。